# ناحیه هنریتا، میشیگان
ناحیه هنریتا (به انگلیسی: Henrietta Township) یک منطقهٔ مسکونی در ایالات متحده آمریکا است که در شهرستان جکسون، میشیگان واقع شده‌است.
 ناحیه هنریتا  ۴٬۷۰۵ نفر جمعیت دارد و ۲۸۶ متر بالاتر از سطح دریا واقع شده‌است.